# Андрей Крамарич
Андрей Крамарич (хорв. Andrej Kramarić, нар. 19 червня 1991, Загреб) — хорватський футболіст, нападник німецького клубу «Гоффенгайм 1899» і національної збірної Хорватії.

## Клубна кар'єра
Народився 19 червня 1991 року в місті Загреб. Вихованець футбольної школи клубу «Динамо» (Загреб). Дорослу футбольну кар'єру розпочав 2009 року в основній команді того ж клубу, в якій провів три сезони, взявши участь у 42 матчах чемпіонату. 
Протягом 2012—2013 років захищав кольори команди клубу «Локомотива».
Своєю грою за останню команду привернув увагу представників тренерського штабу клубу «Рієка», до складу якого приєднався 2013 року. Відіграв за команду з Рієки наступні два сезони своєї ігрової кар'єри. Більшість часу, проведеного у складі «Рієки», був основним гравцем атакувальної ланки команди. У складі «Рієки» був одним з головних бомбардирів команди, маючи середню результативність на рівні 0,88 гола за гру першості.
Протягом 2015—2016 років захищав кольори команди клубу «Лестер Сіті».
На початку 2016 року був орендований німецьким клубом «Гоффенгайм 1899». Провівши пів року у команді, протягом яких п'ять разів відзначився забитими голами у 15 проведених іграх, переконав керівництво клубу викупити його контракт. 25 травня 2016 року уклав з «Гоффенгаймом» чотирирічний контракт. У сезоні 2016/17 з 18 голами (з них 15 у чемпіонаті) став найкращим бомбардиром команди та допоміг їй сягнути четвертого місця у підсумковій турнірній таблиці Бундесліги. А вже наступного сезону нещодавній новачок німецького елітного дивізіону здобув «бронзу» чемпіонату, особистий внесок Крамарича у це досягнення склав 13 забитих в іграх першості голів.

## Виступи за збірні
У 2005 році дебютував у складі юнацької збірної Хорватії, взяв участь у 42 іграх на юнацькому рівні, відзначившись 16 забитими голами.
Протягом 2011–2013 років залучався до складу молодіжної збірної Хорватії. На молодіжному рівні зіграв у 11 офіційних матчах, забив 6 голів.
У 2014 році дебютував в офіційних матчах у складі національної збірної Хорватії. За два роки вже був учасником Євро-2016, тричі виходив на поле в іграх континентальної першості, проте кожного разу на заміну на останніх хвилинах.
Чемпіонат світу 2018 року вже починав як гравець стартового складу, вийшовши на поле з перших хвилин першої гри групового етапу проти Нігерії (2:0). Проте вже у другій грі, проти Аргентини (3:0), з'явився на полі на заміну у другому таймі.
| Дата       | Місто           | Господарі         | Результат | Гості       | Турнір               | Голи | Примітки |
| ---------- | --------------- | ----------------- | --------- | ----------- | -------------------- | ---- | -------- |
| 4-9-2014   | Пула            | Хорватія          | 2 – 0     | Кіпр        | товариський матч     | -    |          |
| 9-9-2014   | Загреб          | Хорватія          | 2 – 0     | Мальта      | Відбір до ЧЄ 2016    | 1    | 67'      |
| 13-10-2014 | Осієк           | Хорватія          | 6 – 0     | Азербайджан | Відбір до ЧЄ 2016    | 1    | 76'      |
| 16-11-2014 | Мілан           | Італія            | 1 – 1     | Хорватія    | Відбір до ЧЄ 2016    | -    | 69'      |
| 28-3-2015  | Загреб          | Хорватія          | 5 – 1     | Норвегія    | Відбір до ЧЄ 2016    | -    | 70'      |
| 7-6-2015   | Вараждин        | Хорватія          | 4 – 0     | Гібралтар   | товариський матч     | 1    | 46'      |
| 10-10-2015 | Загреб          | Хорватія          | 3 – 0     | Болгарія    | Відбір до ЧЄ 2016    | -    | 85'      |
| 13-10-2015 | Та-Калі         | Мальта            | 0 – 1     | Хорватія    | Відбір до ЧЄ 2016    | -    | 60'      |
| 17-11-2015 | Ростов-на-Дону  | Росія             | 1 – 3     | Хорватія    | товариський матч     | -    | 87'      |
| 27-5-2016  | Копривниця      | Хорватія          | 1 – 0     | Молдова     | товариський матч     | 1    | 46'      |
| 4-6-2016   | Рієка           | Хорватія          | 10 – 0    | Сан-Марино  | товариський матч     | -    | 55'      |
| 12-6-2016  | Париж           | Туреччина         | 0 – 1     | Хорватія    | ЧЄ 2016 - 1-й етап   | -    | 87'      |
| 21-6-2016  | Бордо           | Хорватія          | 2 – 1     | Іспанія     | ЧЄ 2016 - 1-й етап   | -    | 90+4'    |
| 25-6-2016  | Ленс            | Хорватія          | 0 – 1     | Португалія  | ЧЄ 2016 - 1/8 фіналу | -    | 120'     |
| 5-9-2016   | Загреб          | Хорватія          | 1 – 1     | Туреччина   | Відбір до ЧС 2018    | -    | 84'      |
| 6-10-2016  | Шкодер (місто)  | Косово            | 0 – 6     | Хорватія    | Відбір до ЧС 2018    | -    | 71'      |
| 9-10-2016  | Тампере         | Фінляндія         | 0 – 1     | Хорватія    | Відбір до ЧС 2018    | -    | 81'      |
| 12-11-2016 | Загреб          | Хорватія          | 2 – 0     | Ісландія    | Відбір до ЧС 2018    | -    | 85'      |
| 15-11-2016 | Белфаст         | Північна Ірландія | 0 – 3     | Хорватія    | товариський матч     | 1    |          |
| 24-3-2017  | Загреб          | Хорватія          | 1 – 0     | Україна     | Відбір до ЧС 2018    | -    | 87'      |
| 11-6-2017  | Таллінн         | Естонія           | 3 – 0     | Хорватія    | товариський матч     | -    |          |
| 2-9-2017   | Загреб          | Хорватія          | 1 – 0     | Косово      | Відбір до ЧС 2018    | -    | 55'      |
| 5-9-2017   | Ескішехір       | Туреччина         | 1 – 0     | Хорватія    | Відбір до ЧС 2018    | -    | 71'      |
| 11-6-2017  | Рієка           | Хорватія          | 1 – 1     | Фінляндія   | Відбір до ЧС 2018    | -    | 81'      |
| 9-10-2017  | Київ            | Україна           | 0 – 2     | Хорватія    | Відбір до ЧС 2018    | 2    | 88'      |
| 9-11-2017  | Загреб          | Хорватія          | 4 – 1     | Греція      | Відбір до ЧС 2018    | 1    | 82'      |
| 12-11-2017 | Пірей           | Греція            | 0 – 0     | Хорватія    | Відбір до ЧС 2018    | -    | 78'      |
| 24-3-2018  | Маямі           | Перу              | 2 – 0     | Хорватія    | товариський матч     | -    | 64'      |
| 28-3-2018  | Арлінгтон       | Мексика           | 0 – 1     | Хорватія    | товариський матч     | -    |          |
| 3-6-2018   | Ліверпуль       | Бразилія          | 2 – 0     | Хорватія    | товариський матч     | -    |          |
| 8-6-2018   | Осієк           | Хорватія          | 2 – 1     | Сенегал     | товариський матч     | 1    | 64'      |
| 16-6-2018  | Калінінград     | Хорватія          | 2 – 0     | Нігерія     | ЧС 2018 - 1-й етап   | -    | 60'      |
| 21-6-2018  | Нижній Новгород | Аргентина         | 0 – 3     | Хорватія    | ЧС 2018 - 1-й етап   | -    | 57'      |
| Усього     |                 | Матчів            | 33        |             | Голів                | 9    |          |

## Титули і досягнення
- Чемпіон Хорватії (2):

«Динамо» (Загреб):  2009–10, 2010–11
- Володар Кубка Хорватії (2):

«Динамо» (Загреб):  2010–11
«Рієка»:  2013-14
- Володар Суперкубка Хорватії (2):

«Динамо» (Загреб):  2013
«Рієка»:  2014
- Віце-чемпіон світу: 2018
- Бронзовий призер чемпіонату світу: 2022
- Найкращий бомбардир Чемпіонату Хорватії з футболу 2014–15 (21 м'яч, разом з Анхело Енрікесом)